# Pavarotti & Friends for war child
Pavarotti & Friends for war child è il quarto album registrato durante l'omonimo evento organizzato da Luciano Pavarotti, realizzato a Modena il 20 giugno 1996.

## Descrizione
L'album contiene duetti tra il tenore emiliano e grandi nomi della musica pop di quel periodo e brani cantati dagli ospiti della serata, registrati durante l'evento.

## Tracce
1. Luciano Pavarotti & Eric Clapton – Holy Mother – 5:33
2. Joan Osborne – Saint Teresa – 4:13
3. Elton John – I Guess That's Why They Call It The Blues – 4:40
4. Luciano Pavarotti & Liza Minnelli – New York New York – 3:53
5. Zucchero Fornaciari – My Love ( Il volo) – 5:35
6. Eric Clapton & Sheryl Crow – Run, Baby, Run – 6:11
7. Luciano Pavarotti & Luciano Ligabue – Certe notti – 4:16
8. Jon Secada – Angel – 4:50
9. Luciano Pavarotti & The Kelly Family – Ave Maria – 2:16
10. Litfiba – Spirito – 4:47
11. Eric Clapton – Third degree – 4:55
12. Luciano Pavarotti & Sheryl Crow – Là Ci Darem La Mano (Don Giovanni) – 3:10
13. Edoardo Bennato – Le ragazze fanno grandi sogni – 3:18
14. Luciano Pavarotti & Jon Secada – Grenada – 3:19
15. Paco De Lucia, Al Di Meola & John McLaughlin – Mediterranean Sundance – 4:19
16. Luciano Pavarotti & Joan Osborne – Gesù Bambino – 3:53
17. Luciano Pavarotti con tutti gli ospiti della serata – Live like horses – 4:48

## Cantanti partecipanti
- Jon Secada
- Zucchero
- Sheryl Crow
- Edoardo Bennato
- Eric Clapton
- Joan Osborne
- The Kelly Family
- Ligabue
- Liftiba
- Al Di Meola
- Elton John
- John McLaughlin
- Paco De lucia
- Liza Minnelli

## Successo commerciale
L'album ha ricevuto molti dischi d'oro e di platino in varie nazioni.

## Classifiche

### Classifiche settimanali
| Classifica (1996-1997)         | Posizione massima |
| ------------------------------ | ----------------- |
| Austria                        | 8                 |
| Belgio (Fiandre)               | 8                 |
| Belgio (Vallonia)              | 19                |
| Danimarca                      | 10                |
| Europa                         | 17                |
| Francia                        | 24                |
| Germania                       | 14                |
| Italia                         | 13                |
| Norvegia                       | 3                 |
| Nuova Zelanda                  | 21                |
| Paesi Bassi                    | 15                |
| Regno Unito                    | 45                |
| Stati Uniti (Classical albums) | 3                 |
| Svezia                         | 59                |
| Svizzera                       | 14                |

### Classifiche di fine anno
| Classifica (1996) | Posizione |
| ----------------- | --------- |
| Italia            | 96        |
| Classifica (1997) | Posizione |
| Paesi Bassi       | 62        |